# Rowobelang
Rowobelang is een bestuurslaag in het regentschap Batang van de provincie Midden-Java, Indonesië. Rowobelang telt 2092 inwoners (volkstelling 2010).